# Deutsche Leichtathletik-Meisterschaften 1990/Resultate
Der Hauptteil der Wettbewerbe bei den 90. Deutschen Leichtathletik-Meisterschaften wurde vom 10. bis zum 12. August 1990 im Düsseldorfer Rheinstadion ausgetragen.
In der hier vorliegenden Auflistung werden die in den verschiedenen Wettbewerben jeweils ersten acht platzierten Leichtathletinnen und Leichtathleten aufgeführt. Eine Übersicht mit den Medaillengewinnerinnen und -gewinnern und einigen Anmerkungen zu den Meisterschaften findet sich unter dem Link Deutsche Leichtathletik-Meisterschaften 1990.
Wie immer gab es zahlreiche Disziplinen, die zu anderen Terminen an anderen Orten stattfanden – in den folgenden Übersichten jeweils konkret benannt.

## Meisterschaftsresultate Männer

### 100 m
| Platz | Athlet, Verein                                 | Zeit (s) |
| ----- | ---------------------------------------------- | -------- |
| 1     | Peter Klein (SV Salamander Kornwestheim)       | 10,47    |
| 2     | Wolfgang Haupt (LG Bayer Leverkusen)           | 10,47    |
| 3     | Arnold Zawitzki (LAV Bayer Uerdingen/Dormagen) | 10,48    |
| 4     | Dirk Schweisfurth (TV Wattenscheid 01)         | 10,49    |
| 5     | Volker Westhagemann (LG Olympia Dortmund)      | 10,49    |
| 6     | Stefan Schütz (LG Sieg)                        | 10,58    |
| 7     | Andreas Maul (LG Wipperfürth)                  | 10,68    |
| DNF   | Werner Zaske (TV Wattenscheid 01)              |          |

Datum: 10. August
Wind: +0,2 m/s

### 200 m
| Platz | Athlet, Verein                           | Zeit (s) |
| ----- | ---------------------------------------- | -------- |
| 1     | Peter Klein (SV Salamander Kornwestheim) | 20,79    |
| 2     | Dirk Schweisfurth (TV Wattenscheid 01)   | 20,94    |
| 3     | Michael Schwab (VfL Sindelfingen)        | 20,97    |
| 4     | Ralf Lübke (LG Bayer Leverkusen)         | 20,07    |
| 5     | Björn Sinnhuber (Ladenburger SV)         | 21,28    |
| 6     | Thomas Weber (Ladenburger SV)            | 21,28    |
| 7     | Peter Neumaier (Ladenburger SV)          | 21,34    |
| DNF   | Norbert Dobeleit (TV Wattenscheid 01)    |          |

Datum: 12. August
Wind: +0,6 m/s

### 400 m
| Platz | Athlet, Verein                             | Zeit (s) |
| ----- | ------------------------------------------ | -------- |
| 1     | Norbert Dobeleit (TV Wattenscheid 01)      | 45,22    |
| 2     | Edgar Itt (TV Gelnhausen)                  | 46,32    |
| 3     | Ulrich Schlepütz (ASV Köln)                | 46,33    |
| 4     | Klaus Just (SV Salamander Kornwestheim)    | 46,54    |
| 5     | Jörg Vaihinger (VfL Sindelfingen)          | 46,70    |
| 6     | Mark Henrich (Eintracht Frankfurt)         | 46,78    |
| 7     | Volker Höschele (LG VfB/Kickers Stuttgart) | 47,13    |
| 8     | Benno Eicker (LG Wipperfürth)              | 47,62    |

Datum: 11. August

### 800 m
| Platz | Athlet, Verein                        | Zeit (min) |
| ----- | ------------------------------------- | ---------- |
| 1     | Jussi Udelhoven (LG Bayer Leverkusen) | 1:49,92    |
| 2     | Joachim Dehmel (SpVgg. Feuerbach)     | 1:50,39    |
| 3     | Peter Braun (LG Tuttlingen)           | 1:50,68    |
| 4     | Werner Klein (LC Rehlingen)           | 1:50,91    |
| 5     | Matthias Assmann (LG Schönbuch)       | 1:51,19    |
| 6     | Bodo Kuhn (Eintracht Frankfurt)       | 1:51,26    |
| 7     | Stephan Plätzer (TV Wattenscheid 01)  | 1:51,49    |
| 8     | Alexander Adam (ASV Köln)             | 1:51,75    |

Datum: 12. August

### 1500 m
| Platz | Athlet, Verein                        | Zeit (min) |
| ----- | ------------------------------------- | ---------- |
| 1     | Eckhardt Rüter (VfL Wolfsburg)        | 3:40,34    |
| 2     | Steffen Brand (TV Wattenscheid 01)    | 3:41,63    |
| 3     | Christoph Meyers (Bremer TS Neustadt) | 3:41,63    |
| 4     | Michael Busch (PSV Grün-Weiß Kassel)  | 3:43,26    |
| 5     | Lars Brechtel (Hamburger SV)          | 3:43,94    |
| 6     | Jörg Haas (LG Offenburg)              | 3:44,20    |
| 7     | Markus Trines (ÖAV erdgas Essen)      | 3:44,23    |
| 8     | Stefan Langhans (TV Bad Bergzabern)   | 3:45,47    |

Datum: 11. August

### 5000 m
| Platz | Athlet, Verein                               | Zeit (min) |
| ----- | -------------------------------------------- | ---------- |
| 1     | Steffen Brand (TV Wattenscheid 01)           | 14:19,57   |
| 2     | Christian Husmann (TK Hannover)              | 14:21,15   |
| 3     | Markus Neukirch (SV Saar 05 Saarbrücken)     | 14:22,03   |
| 4     | Markus Pingpank (LC Hannover)                | 14:24,75   |
| 5     | Stéphane Franke (SV Salamander Kornwestheim) | 14:26,47   |
| 6     | Klaus Heiserer (TG Biberach)                 | 14:33,04   |
| 7     | Detlef Schwarz (Hamburger SV)                | 14:34,82   |
| 8     | Klaus Sörgel (SC Roth)                       | 14:34,90   |

Datum: 12. August

### 10.000 m
| Platz | Athlet, Verein                              | Zeit (min) |
| ----- | ------------------------------------------- | ---------- |
| 1     | Kurt Stenzel (ASC Darmstadt)                | 28:59,52   |
| 2     | Markus Pingpank (LC Hannover)               | 29:09,85   |
| 3     | Thomas Marx (ASV Köln)                      | 29:18,30   |
| 4     | Heinz-Bernd Bürger (LC Euskirchen)          | 29:25,42   |
| 5     | Christoph Herle (VfL Waldkraiburg)          | 29:28,89   |
| 6     | Alfred Knickenberg (SV Saar 05 Saarbrücken) | 29:29,37   |
| 7     | Reiner Gutschank (PSV Grün-Weiß Kassel)     | 29:30,87   |
| 8     | Frank Luckmann (TuS Celle)                  | 29:32,29   |

Datum: 10. August

### 25-km-Straßenlauf
| Platz | Athlet, Verein                              | Zeit (min) |
| ----- | ------------------------------------------- | ---------- |
| 1     | Kurt Stenzel (ASC Darmstadt)                | 1:18:25    |
| 2     | Reiner Gutschank (PSV Grün-Weiß Kassel)     | 1:18:57    |
| 3     | Christian Husmann (TK Hannover)             | 1:19:09    |
| 4     | Alfons Struch (LG Lage-Detmold)             | 1:19:41    |
| 5     | Uwe Hartmann (SV Saar 05 Saarbrücken)       | 1:19:50    |
| 6     | Alfred Knickenberg (SV Saar 05 Saarbrücken) | 1:20:21    |
| 7     | Michael Spöttel (VfL Waldkraiburg)          | 1:20:27    |
| 8     | Ingo Sensburg (OSC Berlin)                  | 1:20:38    |

Datum: 21. April
fand in Husum statt

### 25-km-Straßenlauf, Mannschaftswertung
| Platz | Verein, Besetzung                                                                | Zeit (h) |
| ----- | -------------------------------------------------------------------------------- | -------- |
| 1     | SV Saar 05 Saarbrücken (Uwe Hartmann, Alfred Knickenberg, Alexander Gunkel)      | 4:00:57  |
| 2     | VfL Waldkraiburg (Michael Spöttel, Udo Reeh, Christoph Herle)                    | 4:02:29  |
| 3     | OSC Berlin (Ingo Sensburg, Martin Seeber, Peter Spahn)                           | 4:03:55  |
| 4     | LTF Marpingen (Rainer Müller, Dieter Burkhardt, Jürgen Fischer)                  | 4:06:11  |
| 5     | LG Braunschweig (Volker Krajenski, Jens Lars Mankopf, von Falck)                 | 4:07:10  |
| 6     | TF Feuerbach (Klaus Löffler, Rainer Mühlberg, Daniel Bartsch)                    | 4:08:28  |
| 7     | LG Frankfurt (Dirk Bischoff, Volker Isigkeit, Michael Diehl)                     | 4:11:54  |
| 8     | LAC Quelle Fürth/München (Franz Hornberger, Günter Wittmann, Pedro Sachssendahl) | 4:12:56  |

Datum: 21. April
fand in Husum statt

### Marathon
| Platz | Athlet, Verein                              | Zeit (h) |
| ----- | ------------------------------------------- | -------- |
| 1     | Josef Oefele (LAC München)                  | 2:16:54  |
| 2     | Hans Pfisterer (LG Frankfurt)               | 2:16:54  |
| 3     | Michael Braun (TV Geiselhöring)             | 2:16:57  |
| 4     | Edmund Kaul (LG Andernach-Neuwied)          | 2:17:06  |
| 5     | Stefan Paul (VfL Sindelfingen)              | 2:17:30  |
| 6     | Eike Loch (LAC Quelle Fürth/München)        | 2:19:26  |
| 7     | Franz Hornberger (LAC Quelle Fürth/München) | 2:21:13  |
| 8     | Alexander Schatz (LAC Quelle Fürth/München) | 2:21:20  |

Datum: 7. Oktober
fand im Rahmen des Rotkreuz-Marathons in Karlsruhe statt

### Marathon, Mannschaftswertung
| Platz | Verein, Besetzung                                                           | Zeit (h) |
| ----- | --------------------------------------------------------------------------- | -------- |
| 1     | LAC Quelle Fürth/München (Eike Loch, Franz Hornberger, Alexander Schatz)    | 7:01:59  |
| 2     | LG Frankfurt (Hans Pfisterer, Hans Pfisterer, Rainer Hilt)                  | 7:08:10  |
| 3     | LG Andernach-Neuwied (Edmund Kaul, Erik Simonis, Gerhard Jäger)             | 7:08:28  |
| 4     | TV Geiselhöring (Michael Braun, Peter Kiefl, Winfried Ahlmann)              | 7:10:37  |
| 5     | SV Saar 05 Saarbrücken (Alfred Knickenberg, Jörg Ruhe, Werner Dörrenbächer) | 7:24:45  |
| 6     | LTF Marpingen (Volker Becker-Wirbel, Jürgen Fischer, Wolfgang Koch)         | 7:27:19  |
| 7     | LG Braunschweig (Volker Krajenski, Jens Lars Mankopf, Johannes Grittner)    | 7:28:02  |
| 8     | LT Dormagen (Udo Grimm, Thomas Marohn, Bernado Iglesias)                    | 7:32:03  |

Datum: 7. Oktober
fand im Rahmen des Rotkreuz-Marathons in Karlsruhe statt

### 100-km-Straßenlauf
| Platz | Athlet, Verein                          | Zeit (h) |
| ----- | --------------------------------------- | -------- |
| 1     | Charly Doll (Freiburger FC)             | 6:29:34  |
| 2     | Herbert Cuntz (TV Offenbach/Queich)     | 6:41:04  |
| 3     | Hartmut Häber (Triathlon Hub/Nürnberg)  | 6:50:49  |
| 4     | Karl-Heinz Teichert (LG Ortenau Nord)   | 6:50:55  |
| 5     | Burkhard Lennartz (ASV Sankt Augustin)  | 6:52:26  |
| 6     | Helmut Dreyer (VfL Wolfsburg)           | 6:57:24  |
| 7     | Manfred Träger (Triathlon Hub/Nürnberg) | 6:58:29  |
| 8     | Valerie Klement (LC Spiridon Rureifel)  | 6:58:53  |

Datum: 28. April
fand in Hanau statt

### 100-km-Straßenlauf, Mannschaftswertung
| Platz | Verein, Besetzung                                                            | Zeit (h) |
| ----- | ---------------------------------------------------------------------------- | -------- |
| 1     | Triathlon Hub Nürnberg (Hartmut Häber, Manfred Träger, Karl-Heinz Neudeck)   | 21:28:02 |
| 2     | VfL Wolfsburg (Helmut Dreyer, Hans-Günter Wolff, Herbert Becker)             | 22:32:36 |
| 3     | LTF Marpingen (Robert Feller, Franz Feller, Stefan Feller)                   | 22:45:26 |
| 4     | DJK Elmar Kohlscheid (Heinz Gülpen, Herbert Laschet, Andreas Rinke)          | 23:10:53 |
| 5     | SSC Hanau-Rodenbach (Hans-Werner Schween, Herbert Moos, Hans-Ulrich Gabriel) | 23:17:28 |
| 6     | TV Lebach (Richard Kallenborn, Lothar Braun (Leichtathlet), Günter Kirsch)   | 23:23:00 |
| 7     | Spiridon Berlin (Ferruccio-Timo Zilli, Peter Wehde, Gerhard Wollenberg)      | 23:44:02 |
| 8     | TV Pfaffenweiler (Rolf Schüler, Manfred Pflugfelder, Hans-Günter Siegeris)   | 24:43:38 |

Datum: 28. April
fand in Hanau statt

### 110 m Hürden
| Platz | Athlet, Verein                          | Zeit (s) |
| ----- | --------------------------------------- | -------- |
| 1     | Florian Schwarthoff (TV Heppenheim)     | 13,45    |
| 2     | Dietmar Koszewski (LAC Halensee Berlin) | 13,50    |
| 3     | Stefan Mattern (TK Hannover)            | 13,73    |
| 4     | Helge Bormann (TSG Bergedorf)           | 13,96    |
| 5     | Frank Wilcke (LAC Halensee Berlin)      | 14,21    |
| 6     | Rötger Opperbeck (LC Hannover)          | 14,26    |
| 7     | Jürgen Pielemann (LG Bayer Leverkusen)  | 14,40    |
| 8     | André Röhrig (LG Bayer Leverkusen)      | 14,58    |

Datum: 11. August
Wind: −1,4 m/s

### 400 m Hürden
| Platz | Athlet, Verein                          | Zeit (s) |
| ----- | --------------------------------------- | -------- |
| 1     | Carsten Köhrbrück (LAC Halensee Berlin) | 49,89    |
| 2     | Olaf Hense (LG Olympia Dortmund)        | 49,65    |
| 3     | Udo Schiller (LG Olympia Dortmund)      | 49,91    |
| 4     | Michael Grün (LG Bayer Leverkusen)      | 50,74    |
| 5     | Bernd Held (VfL Sindelfingen)           | 50,86    |
| 6     | Rainer Bonn (ASV Köln)                  | 50,93    |
| 7     | Michael Daumann (MTV Ingolstadt)        | 51,02    |
| DNF   | Uwe Schmitt (Eintracht Frankfurt)       |          |

Datum: 12. August

### 3000 m Hindernis
| Platz | Athlet, Verein                         | Zeit (min) |
| ----- | -------------------------------------- | ---------- |
| 1     | Michael Heist (ASC Darmstadt)          | 8:34,78    |
| 2     | Martin Strege (LG Baunatal/ACT Kassel) | 8:36,69    |
| 3     | Hubert Karl (LAC Quelle Fürth/München) | 8:37,43    |
| 4     | Norbert Wildner (TSV Gräfelfing)       | 8:42,37    |
| 5     | Kim Bauermeister (LG Filder)           | 8:44,70    |
| 6     | Andreas Fischer (Hamburger SV)         | 8:47,01    |
| 7     | Ingo Plucinski (LG Nord Berlin)        | 8:47,01    |
| 8     | Dr. Thomas Spiegelsberger (DJK Weiden) | 8:48,88    |

Datum: 12. August

### 4 × 100 m Staffel
| Platz | Verein, Besetzung                                                                            | Zeit (s) |
| ----- | -------------------------------------------------------------------------------------------- | -------- |
| 1     | TV Wattenscheid 01 I (Dietmar Schulte, Dirk Schweisfurth, Norbert Dobeleit, Werner Zaske)    | 39,62    |
| 2     | LG Bayer Leverkusen (Schu, Ralf Lübke, Johannes Wischerhoff, Wolfgang Haupt)                 | 40,09    |
| 3     | SV Salamander Kornwestheim (Klaus Just, Holger Lutz, Peter Klein, Jürgen Hein)               | 40,10    |
| 4     | MTV Ingolstadt (Alexander Lechner, Uwe Rösch, Hubert Bruckmeier, Stefan Rosenberg)           | 41,19    |
| 5     | TK Hannover (Stefan Geyer, Augustin Arce de Santiago, Martin Neumann, Stefan Mattern)        | 41,36    |
| 6     | LAV Bayer Uerdingen/Dormagen (Richard Fontaine, Roman Reiter, Wolfgang Montag, Thomas Fobbe) | 41,57    |
| 7     | TV Wattenscheid 01 II (Frank Störmann, Becker, Holger Isenbart, Kai Selig)                   | 42,16    |
| DNF   | LC Paderborn (Olaf Hampel, Raymond Schüler, Berger, Liekmeier)                               |          |

Datum: 11. August

### 4 × 400 m Staffel
| Platz | Verein, Besetzung                                                                                | Zeit (min) |
| ----- | ------------------------------------------------------------------------------------------------ | ---------- |
| 1     | ASV Köln (Anselm Schuster, Klaus-Christian Weigeldt, Alexander Adam, Ulrich Schlepütz)           | 3:06,31    |
| 2     | Eintracht Frankfurt (Lars Klingenberg, Uwe Schmitt, Bodo Kuhn, Mark Henrich)                     | 3:07,15    |
| 3     | LG VfB/Kickers Stuttgart (Jürgen Mehl, Ralph Pfersich, Rolf Setzer, Volker Höschele)             | 3:07,59    |
| 4     | MTV Ingolstadt (Jürgen Gruber, Stefan Rosenberg, Wilhelm Schmalzl, Hubert Bruckmeier)            | 3:08,50    |
| 5     | LAV Bayer Uerdingen/Dormagen (Peter Schwelm, Thomas Fobbe, Rüdiger Klingeler, Christian Kerberg) | 3:09,06    |
| 6     | TV Norden (Gregor Schweter, Frank Müller, Gerd Kleemann, Michael Steinke)                        | 3:10,20    |
| 7     | VfL Sindelfingen (Peter Mayer, Sidney Cambridge, Bernd Held, Jörg Vaihinger)                     | 3:10,52    |
| 8     | LAC Quelle Fürth/München (Erik Lauer, Oliver Ciesla, Peter Altenschöpfer, Norbert Wörlein)       | 3:13,02    |

Datum: 12. August

### 4 × 800 m Staffel
| Platz | Verein, Besetzung                                                                   | Zeit (min) |
| ----- | ----------------------------------------------------------------------------------- | ---------- |
| 1     | LG Bayer Leverkusen (Oliver Klaudt, Frank Casper, Harald Andrä, Jussi Udelhoven)    | 7:18,12    |
| 2     | LAV Essen (Oliver Gossmann, Christoph Große-Rhode, Markus Trines, Torsten Kallweit) | 7:19,08    |
| 3     | Eintracht Frankfurt (Uwe Schmidt, Thomas Oswald, Bodo Kuhn, Mark Henrich)           | 7:19,42    |
| 4     | LC Rehlingen (Hubert Leineweber, Harald Leineweber, Thomas Klein, Werner Klein)     | 7:19.70    |
| 5     | ASV Köln (Martin Stötzel, Hans Stamm, Andreas Hauck, Alexander Adam)                | 7:20,12    |
| 6     | LG Menden (Jan Krüger, Weckermann, Seidler, Hendrik Krüger)                         | 7:24,96    |
| 7     | MTV Ingolstadt (Lang, Thomas Moser, Franz Josef Modlmaier, Jürgen Gruber)           | 7:26,08    |
| 8     | LG Offenburg (Rappenecker, Beyer, Klaus Wörner, Jörg Haas)                          | 7:32,88    |

Datum: 22. Juli
fand in Heilbronn im Rahmen der Deutschen Jugendmeisterschaften statt

### 4 × 1500 m Staffel
| Platz | Verein, Besetzung                                                                                 | Zeit (min) |
| ----- | ------------------------------------------------------------------------------------------------- | ---------- |
| 1     | ASC Darmstadt (O. Lübke, Kurt Stenzel, Ralf Eckert, Daniel Gottschall)                            | 15:17,23   |
| 2     | LG Bayer Leverkusen (Martin Bremer, Ernst Ludwig, Burkhard Wagner, Imram Sillah)                  | 15:17,95   |
| 3     | TV Wattenscheid 01 (Enneper, Michael Fietz, Volker Welzel, Uwe Mönkemeyer)                        | 15:18,09   |
| 4     | VfL Sindelfingen (Peter Waldenmaier, Harald Höger, Bernd Breitmaier, Harald Olbrich)              | 15:24,19   |
| 5     | SV Saar 05 Saarbrücken (Bernhard Glasow, Alexander Gunkel, Christoph Benzmüller, Markus Neukirch) | 15:28,61   |
| 6     | LG Schönbuch (Thomas Jeggle, Till Sayle, Jochen Neumann, Matthias Assmann)                        | 15:37,63   |
| 7     | LG Frankfurt (Armin Kraus, Ulrich Keil, Günther, Enrique Tortell)                                 | 15:38,41   |
| 8     | LG Nord Berlin (Jörg Reinberg, Bernd Müller, Helge Loska, Ingo Plucinski)                         | 15:51,51   |

Datum: 22. Juli
fand in Heilbronn im Rahmen der Deutschen Jugendmeisterschaften statt

### 20-km-Gehen
| Platz | Athlet, Verein                          | Zeit (h) |
| ----- | --------------------------------------- | -------- |
| 1     | Robert Ihly (LFV Schutterwald)          | 1:22:19  |
| 2     | Volkmar Scholz (Berliner SV 1892)       | 1:27,33  |
| 3     | Stefan Krausch (LG Olympia Dortmund)    | 1:30,55  |
| 4     | Andreas Hühmer (Berliner SV 1892)       | 1:31:33  |
| 5     | Fritz Helms (Meiendorfer SV)            | 1:31:47  |
| 6     | Karl Degener (VfL Wolfsburg)            | 1:31:50  |
| 7     | Detlev Winkler (Berliner SV 1892)       | 1:32:16  |
| 8     | Horst-Joachim Matern (VfL Sindelfingen) | 1:32:50  |

Datum: 10. August

### 20-km-Gehen, Mannschaftswertung
| Platz | Verein, Besetzung                                                               | Zeit (h) |
| ----- | ------------------------------------------------------------------------------- | -------- |
| 1     | Berliner SV 1892 I (Volkmar Scholz, Andreas Hühmer, Detlev Winkler)             | 4:31:34  |
| 2     | LFV Schutterwald (Robert Ihly, Detlef Heitmann, Andreas Adam)                   | 4:38:17  |
| 3     | LAC Quelle Fürth/München (Manfred Kreutz, Peter Zanner, Wolfgang Wiedemann)     | 4:51:33  |
| 4     | Eintracht Frankfurt (Thomas Wallstab, Alfred Trusch, Rainer Barzen)             | 4:51:50  |
| 5     | Berliner SV 1892 II (Oliver Oefelein, Matthias Hütler, Reiner Offel)            | 5:06:11  |
| 6     | Meiendorfer SV (Fritz Helms, Steinhardt, Braun)                                 | 5:10:00  |
| 7     | LG Boppard/Bad Salzig (Michael Tryankowski, Gerd Birnstock, Rainer Tryankowski) | 5:24:08  |

Datum: 10. August
nur 7 Mannschaften in der Wertung

### 50-km-Gehen
| Platz | Athletin, Verein                            | Zeit (h) |
| ----- | ------------------------------------------- | -------- |
| 1     | Robert Ihly (LFV Schutterwald)              | 4:00:23  |
| 2     | Volkmar Scholz (Berliner SV 1892)           | 4:01:42  |
| 3     | Manfred Kreutz (LAC Quelle Fürth/München)   | 4:07:36  |
| 4     | Reiner Driesen (LG Düsseldorf)              | 4:12:38  |
| 5     | Karl Degener (VfL Wolfsburg)                | 4:18:54  |
| 6     | Thomas Wallstab (Eintracht Frankfurt)       | 4:19:28  |
| 7     | Horst-Joachim Matern (VfL Sindelfingen)     | 4:23:12  |
| 8     | Michael Tryankowski (LG Boppard/Bad Salzig) | 4:34:36  |

Datum: 14. Oktober
fand in Baunatal statt

### 50-km-Gehen, Mannschaftswertung
| Platz | Verein, Besetzung                                                                   | Zeit (h) |
| ----- | ----------------------------------------------------------------------------------- | -------- |
| 1     | LFV Schutterwald (Robert Ihly, Horst Kiepert, Detlef Heitmann)                      | 13:22:30 |
| 2     | Berliner SV 1892 (Volkmar Scholz, Oliver Oefelein, Reiner Offel)                    | 13:26:06 |
| 3     | LG Boppard/Bad Salzig (Michael Tryankowski, Rainer Tryankowski, Rudolf Tryankowski) | 14:43:02 |
| 4     | TV 1846 Groß-Gerau (Heinrich Hänsel, Ullrich, Eisfeller)                            | 15:16:00 |

Datum: 14. Oktober
fand in Baunatal statt
nur 4 Mannschaften in der Wertung

### Hochsprung
| Platz | Athlet, Verein                         | Höhe (m) |
| ----- | -------------------------------------- | -------- |
| 1     | Dietmar Mögenburg (TV Wattenscheid 01) | 2,33     |
| 2     | Ralf Sonn (TSG Akus Weinheim)          | 2,31     |
| 3     | Carlo Thränhardt (LG Bayer Leverkusen) | 2,27     |
| 4     | Gerd Nagel (Eintracht Frankfurt)       | 2,22     |
| 5     | Bernhard Bensch (LG Olympia Dortmund)  | 2,22     |
| 6     | Karl Getek (LAC Quelle Fürth/München)  | 2,19     |
| 7     | Ralf Neunzling (LG Bayer Leverkusen)   | 2,16     |
| 8     | Ingo Krombach (TV Gelnhausen)          | 2,16     |

Datum: 12. August

### Stabhochsprung
| Platz | Athlet, Verein                                | Höhe (m) |
| ----- | --------------------------------------------- | -------- |
| 1     | Bernhard Zintl (LC Olympiapark München)       | 5,50     |
| 2     | Helmar Schmidt (LC Olympiapark München)       | 5,40     |
| 3     | Kai Atzbacher (LG Frankfurt)                  | 5,30     |
| 4     | Mark Lugenbühl (ASV Landau)                   | 5,20     |
| 5     | Ralf Schneider (LAV Bayer Uerdingen/Dormagen) | 5,00     |
| 6     | Andreas Milewczyk (TV Wattenscheid 01)        | 5,00     |
| 7     | Axel Dumke (SC Brandenburg Berlin)            | 5,00     |
| 8     | Marc Osenberg (LG Bayer Leverkusen)           | 4,80     |

Datum: 11. August

### Weitsprung
| Platz | Athlet, Verein                            | Weite (m) |
| ----- | ----------------------------------------- | --------- |
| 1     | Dietmar Haaf (SV Salamander Kornwestheim) | 7,90      |
| 2     | Jürgen Wörner (TB Bad Cannstatt)          | 7,74      |
| 3     | Heiko Reski (TV Wattenscheid 01)          | 7,73      |
| 4     | Dirk Holtfreter (TSV Klausdorf)           | 7,60      |
| 5     | Alexander Bub (TV Heppenheim)             | 7,59      |
| 6     | Wolfgang Schneider (Eintracht Frankfurt)  | 7,57      |
| 7     | Hartmut Wifler (LG Frankfurt)             | 7,55      |
| 8     | Christian Thomas (TV Heppenheim)          | 7,50      |

Datum: 12. August

### Dreisprung
| Platz | Athlet, Verein                           | Weite (m) |
| ----- | ---------------------------------------- | --------- |
| 1     | Ralf Jaros (TV Wattenscheid 01)          | 16,97     |
| 2     | Kersten Wolters (LG Hammer Park Hamburg) | 16,44     |
| 3     | Peter Bouschen (DJK Agon 08 Düsseldorf)  | 16,37     |
| 4     | Wolfgang Knabe (TV Wattenscheid 01)      | 16,35     |
| 5     | Reinold Knäb (LG Braunschweig)           | 15,66     |
| 6     | Uwe Dick (LG Hammer Park Hamburg)        | 15,47     |
| 7     | Ulrich Wrede (LAC Quelle Fürth/München)  | 15,36     |
| 8     | Thomas Scislowski (SG Düren 99)          | 15,30     |

Datum: 11. August

### Kugelstoßen
| Platz | Athlet, Verein                            | Weite (m) |
| ----- | ----------------------------------------- | --------- |
| 1     | Kalman Konya (SV Salamander Kornwestheim) | 20,13     |
| 2     | Bernd Kneißler (LG Bayer Leverkusen)      | 20,01     |
| 3     | Karsten Stolz (TV Wattenscheid 01)        | 19,79     |
| 4     | Oliver Dück (TSV 1860 München)            | 18,33     |
| 5     | Stefan Schröfel (LG Frankfurt)            | 18,00     |
| 6     | Michael Mertens (VfL Wolfsburg)           | 17,93     |
| 7     | Claus-Dieter Föhrenbach (USC Heidelberg)  | 17,88     |
| 8     | Michael Wächter (LG Lage-Detmold)         | 16,99     |

Datum: 12. August

### Diskuswurf
| Platz | Athlet, Verein                              | Weite (m) |
| ----- | ------------------------------------------- | --------- |
| 1     | Wolfgang Schmidt (LG VfB/Kickers Stuttgart) | 66,12     |
| 2     | Rolf Danneberg (LG Bayer Leverkusen)        | 64,44     |
| 3     | Alois Hannecker (LC Olympiapark München)    | 62,16     |
| 4     | Miroslaw Jasinski (TV Wattenscheid 01)      | 61,22     |
| 5     | Edward Rückert (TV Wattenscheid 01)         | 60,36     |
| 6     | Olaf Többen (LG Bayer Leverkusen)           | 60,36     |
| 7     | Carsten Kufahl (LG Olympia Dortmund)        | 59,84     |
| 8     | Manfred Schmitz (LG Bayer Leverkusen)       | 56,88     |

Datum: 11. August

### Hammerwurf
| Platz | Athlet, Verein                                | Weite (m) |
| ----- | --------------------------------------------- | --------- |
| 1     | Heinz Weis (LG Bayer Leverkusen)              | 79,78     |
| 2     | Claus Dethloff (MTV Lübeck)                   | 75,52     |
| 3     | Christoph Sahner (TV Wattenscheid 01)         | 75,42     |
| 4     | Norbert Radefeld (VfL Wolfsburg)              | 74,18     |
| 5     | Christoph Koch (LAV Bayer Uerdingen/Dormagen) | 69,88     |
| 6     | Mario Tschierschwitz (LG Süd Berlin)          | 69,40     |
| 7     | Stefan Frey (MTV Ingolstadt)                  | 65,60     |
| 8     | Stefan Fischer (LG Bayer Leverkusen)          | 64,78     |

Datum: 12. August

### Speerwurf
| Platz | Athlet, Verein                              | Weite (m) |
| ----- | ------------------------------------------- | --------- |
| 1     | Peter Blank (USC Mainz)                     | 82,82     |
| 2     | Peter Schreiber (LG Bayer Leverkusen)       | 81,54     |
| 3     | Klaus Tafelmeier (LG Bayer Leverkusen)      | 80,98     |
| 4     | Knut Hempel (Hamburger SV)                  | 76,34     |
| 5     | Michael Messerer (LC Olympiapark München)   | 75,76     |
| 6     | Peter Esenwein (SV Salamander Kornwestheim) | 75,70     |
| 7     | Thomas Menne (SV Salamander Kornwestheim)   | 73,22     |
| 8     | Olaf Will (TV Wattenscheid 01)              | 71,96     |

Datum: 12. August

### Zehnkampf
| Platz | Athlet, Verein                         | Leistung (Pkte) |
| ----- | -------------------------------------- | --------------- |
| 1     | Michael Kohnle (TS Göppingen)          | 8289            |
| 2     | Frank Müller (TV Norden)               | 8256            |
| 3     | Thorsten Dauth (TG Groß-Karbern)       | 8040            |
| 4     | Peter Neumaier (LSV Ladenburg)         | 7958            |
| 5     | René Günther (LG Kindelsberg Kreuztal) | 7894            |
| 6     | Bruno Chirco (LC Olympiapark München)  | 7818            |
| 7     | Peter Blank (USC Mainz)                | 7651            |
| 8     | Martin Grundmann (TG Nürtingen)        | 7592            |

Datum: 21./22. Juli
fand in Salzgitter statt

### Zehnkampf, Mannschaftswertung
| Platz | Verein, Besetzung                                                   | Leistung (Pkte) |
| ----- | ------------------------------------------------------------------- | --------------- |
| 1     | USC Mainz I (Peter Blank, Udo Jacobasch, Christian Deick)           | 22.735          |
| 2     | LG Bayer Leverkusen (Helge Günther, Peter Kurowski, Lars Knut)      | 22.165          |
| 3     | TV Norden (Frank Müller, Robert Zander, Gerd Kleemann)              | 22.107          |
| 4     | LC Olympiapark München (Bruno Chirco, Helmar Schmidt, Jörg Winkler) | 22.067          |
| 5     | USC Mainz II (Thomas Neumann, Michael Ziesner, Oliver Winter)       | 20.732          |

Datum: 21./22. Juli
fand in Salzgitter statt
nur 5 Teams in der Wertung

### CrosslaufMittelstrecke –3,6 km
| Platz | Athlet, Verein                             | Zeit (min) |
| ----- | ------------------------------------------ | ---------- |
| 1     | Ralf Eckert (ASC Darmstadt)                | 10:58      |
| 2     | Volker Welzel (TV Wattenscheid 01)         | 10:59      |
| 3     | Wolfgang Heitzer (LG Regensburg)           | 11:01      |
| 4     | Martin Strege (LG Baunatal/ACT Kassel)     | 11:02      |
| 5     | Daniel Gottschall (ASC Darmstadt)          | 11:03      |
| 6     | Matthias Rüdiger (PSV Grün-Weiß Kassel)    | 11:03      |
| 7     | Peter Kühne (LAV Bayer Uerdingen/Dormagen) | 11:05      |
| 8     | Michael Witt (LG Nordheide)                | 11:07      |

Datum: 10. März
fand in Rheinzabern statt

### CrosslaufMittelstrecke –3,6 km, Mannschaftswertung
| Platz | Verein, Besetzung                                                      | Platzziffer |
| ----- | ---------------------------------------------------------------------- | ----------- |
| 1     | ASC Darmstadt (Ralf Eckert, Daniel Gottschall, Michael Heist)          | 025         |
| 2     | TV Wattenscheid 01 (Volker Welzel, Uwe Mönkemeyer, Rüdiger Stenzel)    | 034         |
| 3     | TK Hannover (Christian Husmann, Olaf Pfennig, Wolfgang Schreiber)      | 037         |
| 4     | PSV Grün-Weiß Kassel (Matthias Rüdiger, Peter Dallmann, Michael Busch) | 064         |
| 5     | LG Nordheide (Michael Witt, Peter Hempel, Rolf Helmboldt)              | 087         |
| 6     | TV Bad Bergzabern (Schwamm, Langhans, Edrich)                          | 104         |
| 7     | LG Regensburg (Wolfgang Heitzer, Herbert Eickmüller, Thomas Hackl)     | 109         |
| 8     | MTV Eckernförde (Ulf Ratje, Volker Ratje, Martin Rösner)               | 117         |

Datum: 10. März
fand in Rheinzabern statt

### CrosslaufLangstrecke –9,5 km
| Platz | Athlet, Verein                     | Zeit (min) |
| ----- | ---------------------------------- | ---------- |
| 1     | Detlef Schwarz (Hamburger SV)      | 29:58      |
| 2     | Heinz-Bernd Bürger (LC Euskirchen) | 30:01      |
| 3     | Markus Pingpank (LC Hannover)      | 30:10      |
| 4     | Robert Dreher (Post SG Stuttgart)  | 30:22      |
| 5     | Klaus Sörgel (SC Roth 1952)        | 30:28      |
| 6     | Christoph Herle (VfL Waldkraiburg) | 30:31      |
| 7     | Matthias Köhler (LG Bamberg)       | 30:32      |
| 8     | Robert Langfeld (LG Wipperfürth)   | 30:34      |

Datum: 10. März
fand in Rheinzabern statt

### CrosslaufLangstrecke –9,5 km, Mannschaftswertung
| Platz | Verein, Besetzung                                                                   | Platzziffer |
| ----- | ----------------------------------------------------------------------------------- | ----------- |
| 1     | SV Saar 05 Saarbrücken (Gerhard Neukirch, Christoph Benzmüller, Alfred Knickenberg) | 055         |
| 2     | VfL Waldkraiburg (Christoph Herle, Michael Spöttel, Joachim Heim)                   | 055         |
| 3     | ASV Köln (Thomas Marx, Günter Ziwey, Axel Wehmeier)                                 | 058         |
| 4     | Post-SV Jahn Freiburg (Guido Dold, Markus Keller, Dirk Debertin)                    | 062         |
| 5     | LG Bamberg (Matthias Köhler, Manfred Dusold, Roman Herl)                            | 096         |
| 6     | OSC Berlin (Christian Schieber, Lutz Dorn, Walid Rahini)                            | 122         |
| 7     | LG Lage-Detmold (Gerd Sander, Alfons Struch, Holger Osterberg)                      | 144         |
| 8     | Hamburger SV (Detlef Schwarz, Peter Smolinski, Hillmann)                            | 144         |

Datum: 10. März
fand in Rheinzabern statt

### Berglauf
| Platz | Athlet, Verein                              | Zeit (min) |
| ----- | ------------------------------------------- | ---------- |
| 1     | Wolfgang Münzel (LG Frankfurt)              | 38:46      |
| 2     | Guido Dold (Post-SV Jahn Freiburg)          | 38:50      |
| 3     | Uwe Hartmann (SV Saar 05 Saarbrücken)       | 39:00      |
| 4     | Alfred Knickenberg (SV Saar 05 Saarbrücken) | 39:13      |
| 5     | Dirk Debertin (Post-SV Jahn Freiburg)       | 39:16      |
| 6     | Michael Spöttel (VfL Waldkraiburg)          | 39:22      |
| 7     | Georg Preuß (TSV Endorf)                    | 39:53      |
| 8     | Klaus Löffler (TF Feuerbach)                | 40:03      |

Datum: 17. Juni
fand in Isny im Allgäu im Rahmen des Schwarzen-Grat-Berglaufs statt

### Berglauf, Mannschaftswertung
| Platz | Verein, Besetzung                                                              | Zeit (h) |
| ----- | ------------------------------------------------------------------------------ | -------- |
| 1     | Post-SV Jahn Freiburg (Guido Dold, Dirk Debertin, Herbert Steffny)             | 1:58:21  |
| 2     | SV Saar 05 Saarbrücken (Uwe Hartmann, Alfred Knickenberg, Werner Dörrenbächer) | 2:00:05  |
| 3     | LG Frankfurt (Wolfgang Münzel, Dirk Bischoff, Volker Isigkeit)                 | 2:01:16  |
| 4     | VfL Waldkraiburg (Michael Spöttel, Joachim Heim, Will)                         | 2:02:37  |
| 5     | TSV Burghaslach (Hartmut Hertlein, Matthias Kostulski, Ludwig Endres)          | 2:02:49  |
| 6     | TSV Endorf (Georg Preuß, Hans Resch, Manfred Jäger)                            | 2:06:10  |
| 7     | LAC Quelle Fürth/München (Eike Loch, Jürgen Wittmann, Theo Kiefner)            | 2:06:47  |
| 8     | LG Bamberg (Manfred Dusold, Roman Herl, Hene Müller)                           | 2:07:04  |

Datum: 17. Juni
fand in Isny im Allgäu im Rahmen des Schwarzen-Grat-Berglaufs statt

## Meisterschaftsresultate Frauen

### 100 m
| Platz | Athletin, Verein                              | Zeit (s) |
| ----- | --------------------------------------------- | -------- |
| 1     | Ulrike Sarvari (VfL Sindelfingen)             | 11,32    |
| 2     | Silke-Beate Knoll (LG Olympia Dortmund)       | 11,42    |
| 3     | Andrea Thomas, geb. Bersch (VfL Sindelfingen) | 11,43    |
| 4     | Sabine Richter (Eintracht Frankfurt)          | 11,62    |
| 5     | Andrea Hagen (VfL Wolfsburg)                  | 11,73    |
| 6     | Birgit Leinemann (VfL Wolfsburg)              | 11,93    |
| 7     | Andrea Schmidt (SG Ulm)                       | 11,96    |
| DNF   | Melanie Paschke (LG Braunschweig)             |          |

Datum: 10. August
Wind: −0,5 m/s

### 200 m
| Platz | Athletin, Verein                              | Zeit (s) |
| ----- | --------------------------------------------- | -------- |
| 1     | Silke-Beate Knoll (LG Olympia Dortmund)       | 22,48    |
| 2     | Andrea Thomas, geb. Bersch (VfL Sindelfingen) | 23,01    |
| 3     | Andrea Hagen (VfL Wolfsburg)                  | 23,71    |
| 4     | Andrea Schmidt (SG Ulm)                       | 23,92    |
| 5     | Karin Lehmann (TV Konstanz)                   | 23,98    |
| 6     | Claudia Gebhart (SG Ulm)                      | 24,05    |
| 7     | Birgit Leinemann (VfL Wolfsburg)              | 24,18    |
| 8     | Bettina Braag (Milsper TV)                    | 24,37    |

Datum: 12. August

### 400 m
| Platz | Athletin, Verein                     | Zeit (s) |
| ----- | ------------------------------------ | -------- |
| 1     | Karin Janke (VfL Wolfsburg)          | 50,64    |
| 2     | Helga Arendt (LG Olympia Dortmund)   | 52,10    |
| 3     | Linda Kisabaka (LG Bayer Leverkusen) | 52,61    |
| 4     | Ruth Scheppan (LG Olympia Dortmund)  | 53,11    |
| 5     | Sandra Seuser (SCC Berlin)           | 53,72    |
| 6     | Evelyn Richter (ETSV 09 Landshut)    | 53,94    |
| 7     | Karin Lehmann (TV Konstanz)          | 54,22    |
| 8     | Christiane Beinhauer (USC Mainz)     | 54,41    |

Datum: 11. August

### 800 m
| Platz | Athletin, Verein                          | Zeit (min) |
| ----- | ----------------------------------------- | ---------- |
| 1     | Gabriela Lesch (Eintracht Frankfurt)      | 2:00,45    |
| 2     | Karin Lix (TV Gelnhausen)                 | 2:01,66    |
| 3     | Sabine Zwiener (LG VfB/Kickers Stuttgart) | 2:02,76    |
| 4     | Heike Huneke (SV Concordia Ihrhove)       | 2:02,84    |
| 5     | Ingrid Hering (TK Hannover)               | 2:03,36    |
| 6     | Margrit Schultheiß (VT Zweibrücken)       | 2:04,11    |
| 7     | Marlies Keil (LG Nord Berlin)             | 2:05,72    |
| 8     | Nicole Leistenschneider (SCC Berlin)      | 2:07,39    |

Datum: 12. August

### 1500 m
| Platz | Athletin, Verein                                   | Zeit (min) |
| ----- | -------------------------------------------------- | ---------- |
| 1     | Vera Michallek, geb. Steiert (Eintracht Frankfurt) | 4:17,74    |
| 2     | Rita Marquardt (LC Olympiapark München)            | 4:18,23    |
| 3     | Birgit Horak (LC Paderborn)                        | 4:18,45    |
| 4     | Ina Bachmann (VfL Sindelfingen)                    | 4:19,53    |
| 5     | Gabriele Schwarzbauer (MTV Ingolstadt)             | 4:19,57    |
| 6     | Claudia Metzner (BV Teutonia Dortmund)             | 4:19,59    |
| 7     | Petra Wassiluk (ASC Darmstadt)                     | 4:22,69    |
| 8     | Ute Haak (ASC Darmstadt)                           | 4:23,31    |

Datum: 11. August

### 3000 m
| Platz | Athletin, Verein                          | Zeit (min) |
| ----- | ----------------------------------------- | ---------- |
| 1     | Claudia Metzner (BV Teutonia Lanstrop)    | 9:17,78    |
| 2     | Claudia Borgschulze (LG Olympia Dortmund) | 9:23,47    |
| 3     | Sabine Mann (ASV Köln)                    | 9:26,79    |
| 4     | Heike Wirdemann (Hamburger SV)            | 9:31,42    |
| 5     | Claudia Immerz (VfL Waiblingen)           | 9:31,42    |
| 6     | Klothilde Staab (LAG Mittlere Isar)       | 9:32,37    |
| 7     | Doris Grossert (LG Seesen)                | 9:33,98    |
| 8     | Andrea Knapp (LTC Berlin)                 | 9:35,93    |

Datum: 12. August

### 10.000 m
| Platz | Athlet, Verein                              | Zeit (min) |
| ----- | ------------------------------------------- | ---------- |
| 1     | Kerstin Preßler (LAC Halensee Berlin)       | 32:27,51   |
| 2     | Iris Biba (DJK Freigericht)                 | 32:57,66   |
| 3     | Tanja Kalinowski (ASV Köln)                 | 33:33,21   |
| 4     | Jutta Karsch (LG Olympia Dortmund)          | 34:10,29   |
| 5     | Petra Liebertz (VfL Wolfsburg)              | 34:19,84   |
| 6     | Maria Pautmeier (TuS Ravensberg)            | 34:31,13   |
| 7     | Ursula Starke (VfL Wolfsburg)               | 34:57,31   |
| 8     | Petra Sander (LAV Bayer Uerdingen/Dormagen) | 35:47,36   |

Datum: 10. August

### 15-km-Straßenlauf
| Platz | Athletin, Verein                            | Zeit (min) |
| ----- | ------------------------------------------- | ---------- |
| 1     | Kerstin Preßler (LAC Halensee Berlin)       | 50:48      |
| 2     | Jutta Karsch (LG Olympia Dortmund)          | 51:45      |
| 3     | Christina Mai (LG Olympia Dortmund)         | 52:44      |
| 4     | Elke Hoffmann (TV Hatzenbühl)               | 53:14      |
| 5     | Beate Waeber (LG Regensburg)                | 53:36      |
| 6     | Vera Michallek, geb. Steiert (LG Frankfurt) | 53:51      |
| 7     | Susanne Hüls (LG Bayer Leverkusen)          | 53:54      |
| 8     | Annabel Holtkamp (ASV Köln)                 | 54:14      |

Datum: 21. April
fand in Husum statt

### 15-km-Straßenlauf, Mannschaftswertung
| Platz | Verein, Besetzung                                                        | Zeit (h) |
| ----- | ------------------------------------------------------------------------ | -------- |
| 1     | LG Olympia Dortmund I (Jutta Karsch, Christina Mai, Birgit Reefschläger) | 2:39:23  |
| 2     | ASV Köln I (Annabel Holtkamp, Sabine Mann, Ute Jenke)                    | 2:44:08  |
| 3     | LG Regensburg (Beate Waeber, Anita Höcherl, Martina Schwarz)             | 2:48:40  |
| 4     | ASC Darmstadt (Kerstin Streck, Corinna Schranz, Ursula Wolf)             | 2:51:23  |
| 5     | LG Frankfurt (Vera Michallek, geb. Steiert, Jutta Braun, P. Holly)       | 2:53:02  |
| 6     | LG Olympia Dortmund II (Marion Götte, Antje Pohlmann, Pose)              | 2:53:29  |
| 7     | LG Bayer Leverkusen (Susanne Hüls, Esser, Wingler)                       | 2:54:24: |
| 8     | ASV Köln II (Katrin Steinmetz, Ayla Tosun, Birgit Petersen)              | 2:58:08  |

Datum: 21. April
fand in Husum statt

### Marathon
| Platz | Athletin, Verein                         | Zeit (h) |
| ----- | ---------------------------------------- | -------- |
| 1     | Gabriela Wolf (LG Olympia Dortmund)      | 2:36:47  |
| 2     | Annabel Holtkamp (ASV Köln)              | 2:39:50  |
| 3     | Hildegard Mockenhaupt (LG Sieg)          | 2:45:28  |
| 4     | Bernadette Hudy (LC Olympiapark München) | 2:49:06  |
| 5     | Traudi 1862 Haselbeck (TV Geiselhöring)  | 2:49:13  |
| 6     | Birgit Lennartz (ASV Sankt Augustin)     | 2:50:30  |
| 7     | Ute Jenke (ASV Köln)                     | 2:52:16  |
| 8     | Anita Höcherl (LG Regensburg)            | 2:54:32  |

Datum: 7. Oktober
fand im Rahmen des Rotkreuz-Marathons in Karlsruhe statt

### Marathon, Mannschaftswertung
| Platz | Verein, Besetzung                                                                | Zeit (h) |
| ----- | -------------------------------------------------------------------------------- | -------- |
| 1     | TV 1862 Geiselhöring (Traudl Haselbeck, Ilse Rühlemann, Heidi Neuberger)         | 09:03:39 |
| 2     | LG Regensburg (Anita Höcherl, Martina Schwarz, Gabriele Wendl)                   | 09:13:27 |
| 3     | TG Viktoria Augsburg (Gisela Landherr, Kathrin Hirschberger, Barbara Zimmermann) | 09:15:37 |
| 4     | Eichenkreuz Schwaikheim (Gudrun Rüth, Hannelore Nothdurft, Claudia Müller)       | 09:22:33 |
| 5     | TSV Bermerode (Eva Friedrich, Monika Dreyer, Karola Wemmer)                      | 09:36:24 |
| 6     | TVDÄ Hanau (Hannelore Zehendner, Astrid Benöhr, Dr. Iris Reuter)                 | 09:50:57 |
| 7     | LTF Marpingen (Barbara Wirbel, Angelika Warken, Rita Brill)                      | 10:02:34 |
| 8     | LG Neckar/Erms (Ingrid Koch, Ursel Walter, Doris Breitenbach)                    | 10:19:26 |

Datum: 7. Oktober
fand im Rahmen des Rotkreuz-Marathons in Karlsruhe statt

### 100-km-Straßenlauf
| Platz | Athletin, Verein                           | Zeit (h) |
| ----- | ------------------------------------------ | -------- |
| 1     | Birgit Lennartz (ASV Sankt Augustin)       | 7:18:57  |
| 2     | Hannelore Zehendner (TVDÄ Hanau)           | 7:58:54  |
| 3     | Monika Kuno (OSC Hoechst)                  | 8:01:33  |
| 4     | Dr. Sigrid Lomsky (SCC Berlin)             | 8:03:06  |
| 5     | Katharina Janicke (LC Bad Kreuznach)       | 8:06:47  |
| 6     | Dr. Iris Reuter (TVDÄ Hanau)               | 8:24:07  |
| 7     | Angelika Böttcher (TuS Eintracht Duisburg) | 8:24:40  |
| 8     | Gisela Schneider-Endroweit (TuS Iserlohn)  | 8:26:01  |

Datum: 28. April
fand in Hanau statt

### 100-km-Straßenlauf, Mannschaftswertung
| Platz | Verein, Besetzung                                             | Zeit (h) |
| ----- | ------------------------------------------------------------- | -------- |
| 1     | TVDÄ Hanau (Hanni Zehendner, Dr. Iris Reuter, Astrid Benöhr)  | 24:53:26 |
| 2     | SCC Berlin (Dr. Sigrid Lomsky, Christl Heine, Helga Backhaus) | 25:26:08 |

Datum: 28. April
fand in Hanau statt
nur 2 Mannschaften in der Wertung

### 100 m Hürden
| Platz | Athletin, Verein                                      | Zeit (s) |
| ----- | ----------------------------------------------------- | -------- |
| 1     | Gabi Lippe (MTG Mannheim)                             | 12,82    |
| 2     | Claudia Zaczkiewicz, geb. Reidick (TSG Akus Weinheim) | 13,00    |
| 3     | Petra Hassinger (SCC Berlin)                          | 13,23    |
| 4     | Silke Nahler (Hamburger SV)                           | 13,48    |
| 5     | Claudia Felser (LG Olympia Dortmund)                  | 13,62    |
| 6     | Gudrun Lattner (LAC Quelle Fürth/München)             | 13,70    |
| 7     | Sonja Hildebrandt (LG Olympia Dortmund)               | 13,76    |
| 8     | Claudia Dickow (Kieler TB)                            | 13,81    |

Datum: 11. August
Wind: −0,5 m/s

### 400 m Hürden
| Platz | Athletin, Verein                    | Zeit (s) |
| ----- | ----------------------------------- | -------- |
| 1     | Silvia Rieger (TSV Eintracht Hinte) | 55,18    |
| 2     | Gudrun Abt (TSV Genkingen)          | 55,71    |
| 3     | Ulrike Heinz (USC Freiburg)         | 57,44    |
| 4     | Iris Gauch (TSG Wiesloch)           | 57,80    |
| 5     | Amona Schneeweis (TV Gelnhausen)    | 57,90    |
| 6     | Petra Haas (TSV Riederich)          | 58,40    |
| 7     | Ilse Dopfer (LAC Friedrichshafen)   | 59,87    |
| 8     | Barbara Gähling (LG Wipperfürth)    | 63,26    |

Datum: 12. August

### 4 × 100 m Staffel
| Platz | Verein, Besetzung                                                                    | Zeit (s) |
| ----- | ------------------------------------------------------------------------------------ | -------- |
| 1     | VfL Wolfsburg (Birgit Leinemann, Karin Janke, Andrea Hagen, Rohmann)                 | 44,70    |
| 2     | SG Ulm (Katharina Gaus, Andrea Schmidt, Claudia Gebhart, Christina Gruhler)          | 45,24    |
| 3     | USC Mainz (Christiane Scharf, Ute Siebertz, Mona Steigauf, Monika Hirsch)            | 46,46    |
| 4     | TK Hannover (Anja Philebrunn, Petra Köpcke, Ilka Busche, Ute Klocke)                 | 46,74    |
| 5     | LG Wipperfürth (Katrin Blankenburg, Heike Schindler, Silke Bergmann, Karen Schiefer) | 46,81    |
| 6     | LAC Quelle Fürth/München (Gudrun Lattner, Linda Lauer, Frauke Hoffmann, Anne Hager)  | 47,11    |
| 7     | LAV Bayer Uerdingen/Dormagen (Kampmann, Weisel, Britta Knickenberg, Rongen)          | 44,42    |
| DNF   | VfL Sindelfingen (Margrit Schiller, Ulrike Sarvari, Andrea Thomas, Ina Cordes)       |          |

Datum: 11. August

### 4 × 400 m Staffel
| Platz | Verein, Besetzung                                                                          | Zeit (min) |
| ----- | ------------------------------------------------------------------------------------------ | ---------- |
| 1     | LG Olympia Dortmund (Stratmann, Ruth Scheppan, Helga Arendt, Silke-Beate Knoll)            | 3:34,78    |
| 2     | SCC Berlin (Sandra Seuser, Anja Wilhelm, Ines Conradi, Nicole Leistenschneider)            | 3:37,52    |
| 3     | Kieler TB (Antje Walter, Claudia Dickow, Karen Hartmann, Martina Wenners)                  | 3:43,02    |
| 4     | LG Kappelberg (Heike Bek, Silke Fischer, Andrea Mesch, Sabine Alber)                       | 3:45,15    |
| 5     | TV Konstanz (Sabine Düsseldorf, Birgit Kadletz, Meisch, Katrin Lehmann)                    | 3:45,43    |
| 6     | LC Olympiapark München (Petra Rappe, Brigitte Brückner, Monika Weilhammer, Susanne Aigner) | 3:45,86    |
| 7     | LG Wipperfürth (Marion Böhle, Karen Schiefer, Silke Bergmann, Barbara Gähling)             | 3:46,92    |
| 8     | TuS Wettbergen (Holtermann, Hempel, Astrid Rohrmann, Silke Sergel)                         | 3:47,31    |

Datum: 12. August

### 3 × 800 m Staffel
| Platz | Verein, Besetzung                                                     | Zeit (min) |
| ----- | --------------------------------------------------------------------- | ---------- |
| 1     | SCC Berlin (Ines Conradi, Angela Wilhelm, Nicole Leistenschneider)    | 6:18,15    |
| 2     | ASV Köln (Sabine Mann, Brigitte Kraus, Sonja Kaufmann)                | 6:20,25    |
| 3     | Eintracht Frankfurt (S. Schmidt, Anke Lipfert, Gabriela Lesch)        | 6:22,91    |
| 4     | TV Gelnhausen (Nicole Hamacher, Ute Lix, Karin Lix)                   | 6:25,11    |
| 5     | LC Olympiapark München (Brigitte Brückner, Rita Marquardt, Eva Coqui) | 6:29,31    |
| 6     | LG Braunschweig (Tanja Lenz, Kratz, Katrin Bröger)                    | 6:37,23    |
| 7     | VfL Sindelfingen (Müller, Mayer, Ina Bachmann)                        | 6:39,59    |
| 8     | LG Olympia Dortmund (Obst, Schmelter, Claudia Borgschulze)            | 6:46,73    |

Datum: 22. Juli
fand in Heilbronn im Rahmen der Deutschen Jugendmeisterschaften statt

### 5000-m-Bahngehen
| Platz | Athletin, Verein                           | Zeit (min) |
| ----- | ------------------------------------------ | ---------- |
| 1     | Andrea Brückmann (LAZ Lahn-Aar-Diez)       | 21:55,31   |
| 2     | Brigitte Buck (LG Mainburg-Niederaichbach) | 23:43,94   |
| 3     | Renate Warz (LG Mainburg-Niederaichbach)   | 23:56,89   |
| 4     | Sabrina Zühlke (Berliner SV 1892)          | 24:08,85   |
| 5     | Katharina Klukowski (LG Conti Waldeck)     | 24:31,72   |
| 6     | Gabi Daffner (LG Mainburg-Niederaichbach)  | 24:49,91   |
| 7     | Christine Stegmaier (LSG Aalen)            | 24:46,17   |
| 8     | Sabine Sundermann (TSV Schwarme)           | 25:09,72   |

Datum: 11. August

### 10 km Gehen
| Platz | Athletin, Verein                           | Zeit (min) |
| ----- | ------------------------------------------ | ---------- |
| 1     | Renate Warz (LG Mainburg-Niederaichbach)   | 49:01      |
| 2     | Brigitte Buck (LG Mainburg-Niederaichbach) | 49:53      |
| 3     | Katharina Klukowski (LG Conti Waldeck)     | 50:34      |
| 4     | Cirsten Verleger (TB Bad Krotzingen)       | 51:21      |
| 5     | Barbara Melchior (SG Ludwigsburg)          | 52:06      |
| 6     | Christine Stegmaier (LSG Aalen)            | 52:28      |
| 7     | Roberta Müller (Werder Bremen)             | 53:04      |
| 8     | Brigitte Berger (TV Groß Gerau)            | 53:38      |

Datum: 14. Oktober
fand in Baunatal statt

### 10 km Gehen, Mannschaftswertung –inoffiziell
| Platz | Verein, Besetzung                                                     | Zeit (h) |
| ----- | --------------------------------------------------------------------- | -------- |
| 1     | LG Mainburg-Niederaichbach (Renate Warz, Brigitte Buck, Gabi Daffner) | 2:32:38  |

Datum: 14. Oktober
fand in Baunatal statt
Wertung inoffiziell, da nur eine Mannschaft am Start

### Hochsprung
| Platz | Athletin, Verein                                  | Höhe (m) |
| ----- | ------------------------------------------------- | -------- |
| 1     | Heike Henkel, geb. Redetzky (LG Bayer Leverkusen) | 1,98     |
| 2     | Sabine Bramhoff (LC Paderborn)                    | 1,94     |
| 3     | Andrea Arens (SCC Berlin)                         | 1,92     |
| 4     | Birgit Kähler (LAV Bayer Uerdingen/Dormagen)      | 1,88     |
| 5     | Barbara Plaza-Giegiel (TuS Köln rrh. 1874)        | 1,88     |
| 6     | Beate Holzapfel (LG Bayer Leverkusen)             | 1,85     |
| 7     | Helena Klimek (TK Hannover)                       | 1,82     |
| 8     | Tatjana Wimmer (SV Salamander Kornwestheim)       | 1,70     |

Datum: 11. August

### Weitsprung
| Platz | Athletin, Verein                             | Weite (m) |
| ----- | -------------------------------------------- | --------- |
| 1     | Katrin Bartschat (Delmenhorster TV)          | 6,45      |
| 2     | Sabine Everts (LAV Bayer Uerdingen/Dormagen) | 6,42      |
| 3     | Stefanie Hühn (LAC Halensee Berlin)          | 6,40      |
| 4     | Claudia Gerhardt (VfL Gladbeck)              | 6,31      |
| 5     | Christiane Scharf (USC Mainz)                | 6,23      |
| 6     | Babett Fuchs (LG Nordwest Hamburg)           | 6,22      |
| 7     | Michaela Hübel (LG Bayer Leverkusen)         | 6,21      |
| 8     | Sabine Braun (TV Wattenscheid 01)            | 6,20      |

Datum: 11. August

### Kugelstoßen
| Platz | Athletin, Verein                               | Weite (m) |
| ----- | ---------------------------------------------- | --------- |
| 1     | Claudia Losch (LAC Quelle Fürth/München)       | 20,30     |
| 2     | Stephanie Storp (VfL Wolfsburg)                | 19,34     |
| 3     | Iris Plotzitzka (LAC Quelle Fürth/München)     | 19,14     |
| 4     | Gabi Völkl (LAC Quelle Fürth/München)          | 17,29     |
| 5     | Katja Weiser (LAC Quelle Fürth/München)        | 17,03     |
| 6     | Birgit Petsch (LG Bayer Leverkusen)            | 16,20     |
| 7     | Agnes Deselaers (LAV Bayer Uerdingen/Dormagen) | 15,84     |
| 8     | Katja Bick (SV Saar 05 Saarbrücken)            | 15,40     |

Datum: 12. August

### Diskuswurf
| Platz | Athletin, Verein                               | Weite (m) |
| ----- | ---------------------------------------------- | --------- |
| 1     | Ursula Kreutel (LG VfB/Kickers Stuttgart)      | 63,96     |
| 2     | Dagmar Galler (LG Bayer Leverkusen)            | 61,10     |
| 3     | Silke Hachenberg (LG Bayer Leverkusen)         | 53,60     |
| 4     | Agnes Deselaers (LAV Bayer Uerdingen/Dormagen) | 52,00     |
| 5     | Ingrid Belz (LG Kappelberg)                    | 51,62     |
| 6     | Simone Schmidt (SG Ludwigsburg)                | 52,66     |
| 7     | Birgit Brandt (LC Olympiapark München)         | 48,72     |
| 8     | Edith Krauß (TSV Schwabach)                    | 48,02     |

Datum: 11. August

### Speerwurf
| Platz | Athletin, Verein                         | Weite (m) |
| ----- | ---------------------------------------- | --------- |
| 1     | Brigitte Graune (LG Bayer Leverkusen)    | 63,58     |
| 2     | Manuela Alizadeh (OSC Berlin)            | 59,00     |
| 3     | Ingrid Thyssen (LG Bayer Leverkusen)     | 58,72     |
| 4     | Antje Zöllkau, geb. Kempe (MTG Mannheim) | 57,28     |
| 5     | Margot Kuber (LAZ Zweibrücken)           | 53,22     |
| 6     | Rita Olbrich (LC Olympiapark München)    | 52,20     |
| 7     | Christine Gast (LG Karlsruhe)            | 51,50     |
| 8     | Anja Koslowski (LG Bayer Leverkusen)     | 51,16     |

Datum: 11. August

### Siebenkampf
| Platz | Athletin, Verein                        | Leistung (Pkte) |
| ----- | --------------------------------------- | --------------- |
| 1     | Birgit Clarius (MTV Ingolstadt)         | 6218            |
| 2     | Bettina Braag (Milsper TV)              | 5964            |
| 3     | Christine Höss (TSV Schwaben Augsburg)  | 5850            |
| 4     | Claudia Dickow (Kieler Turnerbund)      | 5832            |
| 5     | Anke Straschewski (LG Bayer Leverkusen) | 5741            |
| 6     | Dagmar Federwisch (LG Bayer Leverkusen) | 5677            |
| 7     | Sabine Schwarz (MTV Ingolstadt)         | 5479            |
| 8     | Sabine Köhler (WGL Schwäbisch Hall)     | 5438            |

Datum: 21./22. Juli
fand in Salzgitter statt

### Siebenkampf, Mannschaftswertung
| Platz | Verein, Besetzung                                                      | Leistung (Pkte) |
| ----- | ---------------------------------------------------------------------- | --------------- |
| 1     | USC Mainz (Christiane Scharf, Mona Steigauf, Christiane Beinhauer)     | 17.368          |
| 2     | LG Bayer Leverkusen (Anke Straschewski, Dagmar Federwisch, Petzet)     | 16.323          |
| 3     | LG Nordwest Hamburg (Ute Niendorf, Birgit Maschler, Claudia Liedtke)   | 16.100          |
| 4     | Kieler Turnerbund (Claudia Dickow, Antje Walter, Alexandra Ihde)       | 16.085          |
| 5     | LG Frankfurt (Clarissa Sagerer, Anja Höhn, Andrea Sagerer)             | 14.933          |
| 6     | WGL Schwäbisch Hall (Sahine Köhler, Jutta Brodbeck, Corinna Mulfinger) | 14.824          |
| 7     | OSC Berlin (Micheline Borchert, Dominique Schadebach, Tanja Zielinski) | 14.446          |
| 8     | LG Fallingbostel (Sabrina Bull, Martina Bleis, Sandra Eisfeld)         | 13.854          |

Datum: 21./22. Juli
fand in Salzgitter statt

### CrosslaufMittelstrecke –2,0 km
| Platz | Athletin, Verein                       | Zeit (min) |
| ----- | -------------------------------------- | ---------- |
| 1     | Annette Hüls (Detmolder TV)            | 6:31       |
| 2     | Ute Haak (LAC Quelle Fürth/München)    | 6:37       |
| 3     | Claudia Metzner (BV Teutonia Lanstrop) | 6:45       |
| 4     | Meike Wirdemann (Hamburger SV)         | 6:46       |
| 5     | Christiane Finke (LG Göttingen)        | 6:48       |
| 6     | Claudia Immerz (VfL Waiblingen)        | 6:50       |
| 7     | Astrid Bartels (Hamburger SV)          | 6:51       |
| 8     | Bettina Seith (LG Karlsruhe)           | 6:52       |

Datum: 10. März
fand in Rheinzabern statt

### CrosslaufMittelstrecke –2,0 km, Mannschaftswertung
| Platz | Verein, Besetzung                                                     | Platzziffer |
| ----- | --------------------------------------------------------------------- | ----------- |
| 1     | LG Göttingen (Christiane Finke, Anja Winkelmann, Almut Potschka)      | 036         |
| 2     | LC Olympiapark München (Eva Coqui, Rita Marquardt, Brigitte Brückner) | 045         |
| 3     | Hamburger SV (Meike Wirdemann, Astrid Bartels, Sabine Kruska)         | 047         |
| 4     | SCC Berlin (Silvia Wilhelm, Angela Wilhelm, Eising)                   | 070         |
| 5     | LG Braunschweig (Tanja Lenz, Katrin Bröger, Anke Lenz)                | 079         |
| 6     | LG Karlsruhe (Bettina Seith, Haaks, Huber)                            | 089         |
| 7     | DJK BSC Mainz (Braun-Bialik, Schmidt, Bensow)                         | 120         |
| 8     | Post-SV Uelzen (Claudia Pesarra, Bluhm, Kerstin Wiethake)             | 129         |

Datum: 10. März
fand in Rheinzabern statt

### CrosslaufLangstrecke –6,8 km
| Platz | Athletin, Verein                            | Zeit (min) |
| ----- | ------------------------------------------- | ---------- |
| 1     | Uta Pippig (LG VfB/Kickers Stuttgart)       | 23:48      |
| 2     | Iris Biba (DJK Freigericht)                 | 24:10      |
| 3     | Christina Mai (LG Olympia Dortmund)         | 24:43      |
| 4     | Petra Liebertz (VfL Wolfsburg)              | 24:53      |
| 5     | Tanja Kalinowski (ASV Köln)                 | 25:03      |
| 6     | Jutta Karsch (LG Olympia Dortmund)          | 25:29      |
| 7     | Katja Steinmetz (ASV Köln)                  | 25:40      |
| 8     | Petra Sander (LAV Bayer Uerdingen/Dormagen) | 25:54      |

Datum: 10. März
fand in Rheinzabern statt

### CrosslaufLangstrecke –6,8 km, Mannschaftswertung
| Platz | Verein, Besetzung                                                              | Platzziffer |
| ----- | ------------------------------------------------------------------------------ | ----------- |
| 1     | ASV Köln I (Tanja Kalinowski, Katja Steinmetz, Annabel Holtkamp)               | 021         |
| 2     | LG Olympia Dortmund I (Christina Mai, Jutta Karsch, Birgit Reefschläger)       | 023         |
| 3     | ASV Köln II (Ayla Tosun, Ute Jenke, Braun)                                     | 045         |
| 4     | LG Bayer Leverkusen (Annette Hüls, Astrid Wingler, Sabine Knetsch)             | 047         |
| 5     | LG Olympia Dortmund II (Antje Pohlmann, Speckmann, Obst)                       | 101         |
| 6     | TuS Solbad Ravensburg (Maria Pautmeier, Annegret Albersmann, Monika Pautmeier) | 112         |
| 7     | SV Saar 05 Saarbrücken (Barbara Zeeb, Susanne Mees, Hernig)                    | 118         |
| 8     | SG Düren 99 (Irene Havertz, Becker, Habielek)                                  | 135         |

Datum: 10. März
fand in Rheinzabern statt

### Berglauf
| Platz | Athletin, Verein                          | Zeit (min) |
| ----- | ----------------------------------------- | ---------- |
| 1     | Birgit Lennartz (ASV Sankt Augustin)      | 46:13      |
| 2     | Claudia Borgschulze (LG Olympia Dortmund) | 47:47      |
| 3     | Johanna Baumgartner (FC Haunstetten)      | 47:58      |
| 4     | Bernadette Hudy (LC Olympiapark München)  | 48:37      |
| 5     | Antje Pohlmann (LG Olympia Dortmund)      | 48:48      |
| 6     | Silke Welt (LC Offenbach)                 | 49:34      |
| 7     | Birgit Rufer (TuS Bilstein)               | 50:15      |
| 8     | Marie Simann (TV Kempten)                 | 51:33      |

Datum: 17. Juni
fand in Isny im Allgäu im Rahmen des Schwarzen-Grat-Berglaufs statt

## Video
- Deutsche Leichtathletik-Meisterschaften 1990 Diskuswurf Wolfgang Schmidt 66,12 meter, youtube.com, abgerufen am 23. April 2021